# Ruisseau de la Gouraude
Pour les articles homonymes, voir Ségur (homonymie).
Le ruisseau de la Gouraude est un cours d'eau du sud de la France c'est un affluent du Ségur, sous-affluent Dropt, donc également un sous-affluent de la Garonne.

## Géographie
De 10,2 km de longueur, le ruisseau de la Gouraude est un ruisseau qui prend sa source sur la commune de Saint-Ferme en Gironde et se jette dans le Ségur en rive droite sur la commune de Landerrouet-sur-Ségur.

## Départements et communes traversés
- Gironde : Saint-Ferme, Rimons, Landerrouet-sur-Ségur.

## Affluents
Le ruisseau de la Gouraude a deux petits affluents répertoriés.